# Copa América 1975/Spiele
Dieser Artikel umfasst die Spiele der Copa América 1975 mit allen statistischen Details. Die Kader der 10 beteiligten Nationalmannschaften finden sich unter Copa América 1975/Kader.

## Gruppenphase

### Gruppe A

#### Venezuela – Brasilien 0:4 (0:1)
| Venezuela                                   | Venezuela | Brasilien | Brasilien |
| ------------------------------------------- | --- | --- | --------- |
| Venezuela                                   | \| 31. Juli 1975 in Caracas (Estadio Olímpico) \| \| Zuschauer: 20.000 \| \| Schiedsrichter: Carlos Rivero ( Peru) \| | \| 31. Juli 1975 in Caracas (Estadio Olímpico) \| \| Zuschauer: 20.000 \| \| Schiedsrichter: Carlos Rivero ( Peru) \| | Brasilien |
| Venezuela                                   | Omar Colmenares – Omar Ochoa, Pedro Castro 48., Luis Marquina, Orlando Torres – Delmán Useche, Luis Mendoza, Richard Páez – Miguel Rivas, Iván García 69., Ramón Iriarte Reserve José Acurzio 69., Néstor Vázquez 48. Cheftrainer: Walter Róque ( Uruguay) | Raul Plassmann – Nelinho, Piazza, Vantuir, Getúlio – Vanderley Lázaro, Danival, Roberto Batata – Marcelo Oliveira 72., Campos 78., Romeu Evangelista Reserve Palhinha 78., Reinaldo 72. Cheftrainer: Osvaldo Brandão ( Brasilien) | Brasilien |
| Venezuela                                   | 0:1 Romeu Evangelista (2.) 0:2 Danival (50.) 0:3 Palhinha (82.) 0:4 Palhinha (88.) | | Brasilien |
| 31. Juli 1975 in Caracas (Estadio Olímpico) | | |           |
| Zuschauer: 20.000                           | | |           |
| Schiedsrichter: Carlos Rivero ( Peru)       | | |           |

#### Venezuela – Argentinien 1:5 (1:3)
| Venezuela                                    | Venezuela | Argentinien | Argentinien |
| -------------------------------------------- | --- | --- | ----------- |
| Venezuela                                    | \| 3. August 1975 in Caracas (Estadio Olímpico) \| \| Zuschauer: 15.000 \| \| Schiedsrichter: Rafael Hormazábal ( Chile) \| | \| 3. August 1975 in Caracas (Estadio Olímpico) \| \| Zuschauer: 15.000 \| \| Schiedsrichter: Rafael Hormazábal ( Chile) \| | Argentinien |
| Venezuela                                    | Vicente Vega 46. – Rubén Darío Torres, Néstor Vázquez, Luis Marquina, Orlando Torres – Delmán Useche, Luis Mendoza, Richard Páez – Alejo González, Vicente Flores 55., Ramón Iriarte Reserve Andrés Arizaleta 46., Iván García 55. Cheftrainer: Walter Róque ( Uruguay) | Hugo Gatti – Andrés Rebottaro, José Luis Pavoni, Daniel Killer, Rafael Pavón – Julio Asad, Américo Gallego, Mario Zanabria 56. – Ramón Bóveda, Leopoldo Luque, Mario Kempes 56. Reserve Osvaldo Ardiles 56., José Daniel Valencia 56. Cheftrainer: César Luis Menotti ( Argentinien) | Argentinien |
| Venezuela                                    | 1:1 Ramón Iriarte (14.) | 0:1 Luque (12.) 1:2 Kempes (30.) 1:3 Luque (34.) 1:4 Luque (60.) 1:5 Ardiles (68.) | Argentinien |
| 3. August 1975 in Caracas (Estadio Olímpico) | | |             |
| Zuschauer: 15.000                            | | |             |
| Schiedsrichter: Rafael Hormazábal ( Chile)   | | |             |

#### Brasilien – Argentinien 2:1 (1:1)
| Brasilien                                   | Brasilien | Argentinien | Argentinien |
| ------------------------------------------- | --- | --- | ----------- |
| Brasilien                                   | \| 6. August 1975 in Belo Horizonte (Mineirão) \| \| Zuschauer: 80.000 \| \| Schiedsrichter: Ramón Barreto ( Uruguay) \| | \| 6. August 1975 in Belo Horizonte (Mineirão) \| \| Zuschauer: 80.000 \| \| Schiedsrichter: Ramón Barreto ( Uruguay) \| | Argentinien |
| Brasilien                                   | Raul Plassmann – Nelinho, Amaral, Piazza, Getúlio – Vanderley Lázaro, Danival, Roberto Batata – Marcelo Oliveira 46., Campos 72., Romeu Evangelista Reserve Palhinha 46., Dirceu 72. Cheftrainer: Osvaldo Brandão ( Brasilien) | Hugo Gatti – Andrés Rebottaro, José Luis Pavoni, Daniel Killer, Rafael Pavón – Osvaldo Ardiles 57., Américo Gallego, Julio Asad – Ramón Bóveda 57., Leopoldo Luque, Mario Kempes Reserve Mario Zanabria 57., Jorge Valdano 57. Cheftrainer: César Luis Menotti ( Argentinien) | Argentinien |
| Brasilien                                   | 1:1 Nelinho (31.) 2:1 Nelinho (55., Elfmeter) | 0:1 Asad (11.) | Argentinien |
| 6. August 1975 in Belo Horizonte (Mineirão) | | |             |
| Zuschauer: 80.000                           | | |             |
| Schiedsrichter: Ramón Barreto ( Uruguay)    | | |             |

#### Argentinien – Venezuela 11:0 (4:0)
| Argentinien                                              | Argentinien | Venezuela | Venezuela |
| -------------------------------------------------------- | --- | --- | --------- |
| Argentinien                                              | \| 10. August 1975 in Rosario (Estadio Gigante de Arroyito) \| \| Zuschauer: 50.000 \| \| Schiedsrichter: Pedro Reyes ( Peru) \| | \| 10. August 1975 in Rosario (Estadio Gigante de Arroyito) \| \| Zuschauer: 50.000 \| \| Schiedsrichter: Pedro Reyes ( Peru) \| | Venezuela |
| Argentinien                                              | Hugo Gatti – Andrés Rebottaro, José Luis Pavoni, Daniel Killer, Mario Killer – Osvaldo Ardiles 85., Américo Gallego, Mario Zanabria 76. – Ramón Bóveda, Leopoldo Luque, Mario Kempes Reserve Julio Asad 85., José Daniel Valencia 76. Cheftrainer: César Luis Menotti ( Argentinien) | Andrés Arizaleta – Omar Ochoa, Delmán Useche, Luis Marquina, Orlando Torres – Luis Mendoza, Richard Páez, Alejo González – Miguel Rivas, Iván García 59., Ramón Iriarte 65. Reserve José Acurzio 59., Rubén Darío Torres 65. Cheftrainer: Walter Róque ( Uruguay) | Venezuela |
| Argentinien                                              | 1:0 Daniel Killer (8.) 2:0 Gallego (14.) 3:0 Ardiles (39.) 4:0 Daniel Killer (41.) 5:0 Kempes (53.) 6:0 Zanabria (56.) 7:0 Daniel Killer (62.) 8:0 Zanabria (64.) 9:0 Bóveda (80.) 10:0 Kempes (81.) 11:0 Luque (85.)                                                                | | Venezuela |
| 10. August 1975 in Rosario (Estadio Gigante de Arroyito) | | |           |
| Zuschauer: 50.000                                        | | |           |
| Schiedsrichter: Pedro Reyes ( Peru)                      | | |           |

#### Brasilien – Venezuela 6:0 (3:0)
| Brasilien                                    | Brasilien | Venezuela | Venezuela |
| -------------------------------------------- | --- | --- | --------- |
| Brasilien                                    | \| 13. August 1975 in Belo Horizonte (Mineirão) \| \| Zuschauer: 32.000 \| \| Schiedsrichter: Carlos Rivero ( Peru) \| | \| 13. August 1975 in Belo Horizonte (Mineirão) \| \| Zuschauer: 32.000 \| \| Schiedsrichter: Carlos Rivero ( Peru) \| | Venezuela |
| Brasilien                                    | Raul Plassmann – Nelinho, Pereira, Amaral, Getúlio – Vanderley Lázaro, Danival, Marcelo Oliveira 57. – Roberto Batata, Campos, Romeu Evangelista 77. Reserve Palhinha 57., Joãozinho 77. Cheftrainer: Osvaldo Brandão ( Brasilien) | Andrés Arizaleta – Omar Ochoa, Delmán Useche, Luis Marquina, Orlando Torres – Alejo González, Luis Mendoza, Richard Páez – Miguel Rivas 46., José Acurzio, Ramón Iriarte Reserve Rubén Darío Torres 46. Cheftrainer: Walter Róque ( Uruguay) | Venezuela |
| Brasilien                                    | 1:0 Batata (6.) 2:0 Nelinho (9.) 3:0 Danival (37.) 4:0 Campos (53.) 5:0 Palhinha (65.) 6:0 Batata (79.) | | Venezuela |
| 13. August 1975 in Belo Horizonte (Mineirão) | | |           |
| Zuschauer: 32.000                            | | |           |
| Schiedsrichter: Carlos Rivero ( Peru)        | | |           |

#### Argentinien – Brasilien 0:1 (0:1)
| Argentinien                                              | Argentinien | Brasilien | Brasilien |
| -------------------------------------------------------- | --- | --- | --------- |
| Argentinien                                              | \| 16. August 1975 in Rosario (Estadio Gigante de Arroyito) \| \| Zuschauer: 50.000 \| \| Schiedsrichter: Carlos Robles ( Chile) \| | \| 16. August 1975 in Rosario (Estadio Gigante de Arroyito) \| \| Zuschauer: 50.000 \| \| Schiedsrichter: Carlos Robles ( Chile) \|                                                                     | Brasilien |
| Argentinien                                              | Hugo Gatti – Andrés Rebottaro, José Luis Pavoni, Daniel Killer, Mario Killer – Osvaldo Ardiles 57., Américo Gallego, Mario Zanabria – Ramón Bóveda, Leopoldo Luque, Mario Kempes Reserve Julio Asad 57. Cheftrainer: César Luis Menotti ( Argentinien) | Raul Plassmann – Nelinho, Pereira, Amaral, Getúlio – Vanderley Lázaro, Danival, Roberto Batata – Palhinha, Campos, Romeu Evangelista 46. Reserve Reinaldo 46. Cheftrainer: Osvaldo Brandão ( Brasilien) | Brasilien |
| Argentinien                                              | 0:1 Danival (45.) | | Brasilien |
| 16. August 1975 in Rosario (Estadio Gigante de Arroyito) | | |           |
| Zuschauer: 50.000                                        | | |           |
| Schiedsrichter: Carlos Robles ( Chile)                   | | |           |

### Gruppe B

#### Chile – Peru 1:1 (1:0)
| Chile                                                 | Chile | Peru | Peru |
| ----------------------------------------------------- | --- | --- | ---- |
| Chile                                                 | \| 17. Juli 1975 in Santiago de Chile (Estadio Nacional) \| \| Zuschauer: 50.000 \| \| Schiedsrichter: Omar Delgado ( Kolumbien) \| | \| 17. Juli 1975 in Santiago de Chile (Estadio Nacional) \| \| Zuschauer: 50.000 \| \| Schiedsrichter: Omar Delgado ( Kolumbien) \|                                                                                                | Peru |
| Chile                                                 | Leopoldo Vallejos – Mario Soto, Mario Galindo, Rafael González, Daniel Díaz – Francisco Las Heras, Alfonso Lara 65. – Leonardo Véliz, Julio Crisosto 75., Sergio Ahumada, Miguel Ángel Gamboa Reserve Francisco Valdés 65., Jorge Américo Spedaletti 75. Cheftrainer: Pedro Morales Torres ( Chile) | Ottorino Sartor – Eleazar Soria, Julio Meléndez, Héctor Chumpitaz, Rubén Toribio Díaz – Alfredo Quesada, José Velásquez, Juan Carlos Oblitas – Teófilo Cubillas, Percy Rojas, Oswaldo Ramírez Cheftrainer: Marcos Calderón ( Peru) | Peru |
| Chile                                                 | 1:0 Crisosto (10.) | 1:1 Rojas (72.) | Peru |
| 17. Juli 1975 in Santiago de Chile (Estadio Nacional) | | |      |
| Zuschauer: 50.000                                     | | |      |
| Schiedsrichter: Omar Delgado ( Kolumbien)             | | |      |

#### Bolivien – Chile 2:1 (0:1)
| Bolivien                                        | Bolivien | Chile | Chile |
| ----------------------------------------------- | --- | --- | ----- |
| Bolivien                                        | \| 20. Juli 1975 in Oruro (Estadio Jesús Bermúdez) \| \| Zuschauer: 18.000 \| \| Schiedsrichter: Héctor Ortíz ( Paraguay) \| | \| 20. Juli 1975 in Oruro (Estadio Jesús Bermúdez) \| \| Zuschauer: 18.000 \| \| Schiedsrichter: Héctor Ortíz ( Paraguay) \| | Chile |
| Bolivien                                        | Conrado Jiménez – Eduardo Angulo, Mario Rojas, Jaime Lima, Windsor del Llano – Luis Liendo, Ovidio Messa, Nicolás Linares – Raúl Alberto Morales, Porfirio Tamaya Jimenez, Mario Pariente Cheftrainer: Freddy Valda ( Bolivien) | Leopoldo Vallejos – Mario Galindo, Mario Soto, Rafael González, Daniel Díaz – Javier Méndez, Eddio Inostroza, Francisco Las Heras 60. – Leonardo Véliz 85., Jorge Américo Spedaletti, Miguel Ángel Gamboa Reserve Leonel Herrera Rojas 60., Sergio Ahumada 85. Cheftrainer: Pedro Morales Torres ( Chile) | Chile |
| Bolivien                                        | 1:1 Messa (60.) 2:1 Messa (75.) | 0:1 Gamboa (41.) | Chile |
| 20. Juli 1975 in Oruro (Estadio Jesús Bermúdez) | | |       |
| Zuschauer: 18.000                               | | |       |
| Schiedsrichter: Héctor Ortíz ( Paraguay)        | | |       |

#### Bolivien – Peru 0:1 (0:1)
| Bolivien                                         | Bolivien | Peru | Peru |
| ------------------------------------------------ | --- | --- | ---- |
| Bolivien                                         | \| 27. Juli 1975 in Oruro (Estadio Jesús Bermúdez) \| \| Zuschauer: 18.000 \| \| Schiedsrichter: Alberto Ducatelli ( Argentinien) \| | \| 27. Juli 1975 in Oruro (Estadio Jesús Bermúdez) \| \| Zuschauer: 18.000 \| \| Schiedsrichter: Alberto Ducatelli ( Argentinien) \| | Peru |
| Bolivien                                         | Conrado Jiménez – Eduardo Angulo, Mario Rojas, Jaime Lima, Luis Iriondo – Luis Liendo, Freddy Vargas 49., Ovidio Messa – Raúl Alberto Morales, Juan Américo Díaz, Porfirio Tamaya Jimenez 68. Reserve Jaime Rimazza 49., Juan Alfredo Farías 68. Cheftrainer: Freddy Valda ( Bolivien) | Ottorino Sartor – Eleazar Soria, Julio Meléndez, Héctor Chumpitaz, Rubén Toribio Díaz – Raúl Párraga, Alfredo Quesada, Teófilo Cubillas – Oswaldo Ramírez, Percy Rojas 61., Juan Carlos Oblitas Reserve Julio Aparicio 61. Cheftrainer: Marcos Calderón ( Peru) | Peru |
| Bolivien                                         | 0:1 Ramírez (17.) | | Peru |
| 27. Juli 1975 in Oruro (Estadio Jesús Bermúdez)  | | |      |
| Zuschauer: 18.000                                | | |      |
| Schiedsrichter: Alberto Ducatelli ( Argentinien) | | |      |

#### Peru – Bolivien 3:1 (2:0)
| Peru                                              | Peru | Bolivien | Bolivien |
| ------------------------------------------------- | --- | --- | -------- |
| Peru                                              | \| 7. August 1975 in Lima (Estadio Nacional) \| \| Zuschauer: 40.000 \| \| Schiedsrichter: Romualdo Arppi Filho ( Brasilien) \| | \| 7. August 1975 in Lima (Estadio Nacional) \| \| Zuschauer: 40.000 \| \| Schiedsrichter: Romualdo Arppi Filho ( Brasilien) \| | Bolivien |
| Peru                                              | Ottorino Sartor – Eleazar Soria, Julio Meléndez, Héctor Chumpitaz, Rubén Toribio Díaz 63. – Raúl Párraga, Alfredo Quesada, César Cueto – Oswaldo Ramírez, Percy Rojas, Juan Carlos Oblitas Reserve José Navarro Aramburu 63. Cheftrainer: Marcos Calderón ( Peru) | Conrado Jiménez – Eduardo Angulo, Jaime Lima, Luis Iriondo, Freddy Vargas – Luis Liendo, Ovidio Messa, Raúl Alberto Morales – Juan Américo Díaz, Porfirio Tamaya Jimenez, Juan Carlos Fernández 51. Reserve Juan Alfredo Farías 51. Cheftrainer: Freddy Valda ( Bolivien) | Bolivien |
| Peru                                              | 1:0 Ramírez (7., Elfmeter) 2:0 Cueto (26.) 3:0 Oblitas (52.) | 3:1 Messa (52., Elfmeter) | Bolivien |
| 7. August 1975 in Lima (Estadio Nacional)         | | |          |
| Zuschauer: 40.000                                 | | |          |
| Schiedsrichter: Romualdo Arppi Filho ( Brasilien) | | |          |

#### Chile – Bolivien 4:0 (1:0)
| Chile                                                   | Chile | Bolivien | Bolivien |
| ------------------------------------------------------- | --- | --- | -------- |
| Chile                                                   | \| 13. August 1975 in Santiago de Chile (Estadio Nacional) \| \| Zuschauer: 15.000 \| \| Schiedsrichter: Arturo Ithurralde ( Argentinien) \| | \| 13. August 1975 in Santiago de Chile (Estadio Nacional) \| \| Zuschauer: 15.000 \| \| Schiedsrichter: Arturo Ithurralde ( Argentinien) \|                                                                                       | Bolivien |
| Chile                                                   | Adolfo Nef – Juan Machuca, Mario Soto, Rafael González, Daniel Díaz – Carlos Reinoso, Eddio Inostroza 71., Francisco Las Heras – Luis Araneda, Sergio Ahumada, Miguel Ángel Gamboa Reserve Jorge Américo Spedaletti 71. Cheftrainer: Pedro Morales Torres ( Chile) | Conrado Jiménez – Eduardo Angulo, Mario Rojas, Jaime Lima, Luis Iriondo – Porfirio Tamaya Jimenez, Jaime Rimazza, Nicolás Linares – Ovidio Messa, Juan Carlos Sánchez, Juan Carlos Fernández Cheftrainer: Freddy Valda ( Bolivien) | Bolivien |
| Chile                                                   | 1:0 Araneda (40.) 2:0 Ahumada (61.) 3:0 Gamboa (71.) 4:0 Araneda (87.) | | Bolivien |
| 13. August 1975 in Santiago de Chile (Estadio Nacional) | | |          |
| Zuschauer: 15.000                                       | | |          |
| Schiedsrichter: Arturo Ithurralde ( Argentinien)        | | |          |

#### Peru – Chile 3:1 (3:0)
| Peru                                            | Peru | Chile | Chile |
| ----------------------------------------------- | --- | --- | ----- |
| Peru                                            | \| 20. August 1975 in Lima (Estadio Nacional) \| \| Zuschauer: 35.000 \| \| Schiedsrichter: Juan José Fortunatto ( Uruguay) \| | \| 20. August 1975 in Lima (Estadio Nacional) \| \| Zuschauer: 35.000 \| \| Schiedsrichter: Juan José Fortunatto ( Uruguay) \| | Chile |
| Peru                                            | Ottorino Sartor – Eleazar Soria, Julio Meléndez, Héctor Chumpitaz, Rubén Toribio Díaz 67. – Raúl Párraga, Alfredo Quesada, Teófilo Cubillas – Oswaldo Ramírez, Percy Rojas, Juan Carlos Oblitas Reserve José Navarro Aramburu 67. Cheftrainer: Marcos Calderón ( Peru) | Adolfo Nef – Juan Machuca, Mario Soto, Rafael González, Daniel Díaz – Carlos Reinoso, Eddio Inostroza 58., Francisco Las Heras – Luis Araneda, Sergio Ahumada, Miguel Ángel Gamboa 58. Reserve Jorge Américo Spedaletti 58., Leonardo Véliz 58. Cheftrainer: Pedro Morales Torres ( Chile) | Chile |
| Peru                                            | 1:0 Rojas (3.) 2:0 Oblitas (.) 3:0 Cubillas (39.) | 3:1 Reinoso (76.) | Chile |
| 20. August 1975 in Lima (Estadio Nacional)      | | |       |
| Zuschauer: 35.000                               | | |       |
| Schiedsrichter: Juan José Fortunatto ( Uruguay) | | |       |

### Gruppe C

#### Kolumbien – Paraguay 1:0 (0:0)
| Kolumbien                                         | Kolumbien | Paraguay | Paraguay |
| ------------------------------------------------- | --- | --- | -------- |
| Kolumbien                                         | \| 20. Juli 1975 in Bogotá (Estadio Nemesio Camacho) \| \| Zuschauer: 60.000 \| \| Schiedsrichter: Romualdo Arppi Filho ( Brasilien) \| | \| 20. Juli 1975 in Bogotá (Estadio Nemesio Camacho) \| \| Zuschauer: 60.000 \| \| Schiedsrichter: Romualdo Arppi Filho ( Brasilien) \| | Paraguay |
| Kolumbien                                         | Pedro Zape – Arturo Segovia, José Zárate, Miguel Antonio Escobar, Jesús María Rubio – Oswaldo Calero, Jairo Arboleda, Ponciano Castro – Willington Ortiz, Nelson Silva Pacheco, Víctor Campaz 67. Reserve José Ernesto Díaz 67. Cheftrainer: Efraín Sánchez ( Kolumbien) | Ever Hugo Almeida – Alicio Solalinde, Alcides Sosa, Flaminio Sosa, José Domingo Insfrán – Luis Torres, Gustavo Benítez, Hugo Enrique Kiesse – Francisco Rivera Miltos, Clemente Rolón, Apolinar Paniagua Cheftrainer: José María Rodríguez ( Uruguay) | Paraguay |
| Kolumbien                                         | 1:0 Díaz (83.) | | Paraguay |
| 20. Juli 1975 in Bogotá (Estadio Nemesio Camacho) | | |          |
| Zuschauer: 60.000                                 | | |          |
| Schiedsrichter: Romualdo Arppi Filho ( Brasilien) | | |          |

#### Ecuador – Paraguay 2:2 (1:2)
| Ecuador                                                             | Ecuador | Paraguay | Paraguay |
| ------------------------------------------------------------------- | --- | --- | -------- |
| Ecuador                                                             | \| 24. Juli 1975 in Guayaquil (Estadio Modelo Alberto Spencer Herrera) \| \| Zuschauer: 50.000 \| \| Schiedsrichter: Mario Fiorenza ( Venezuela) \| | \| 24. Juli 1975 in Guayaquil (Estadio Modelo Alberto Spencer Herrera) \| \| Zuschauer: 50.000 \| \| Schiedsrichter: Mario Fiorenza ( Venezuela) \| | Paraguay |
| Ecuador                                                             | Carlos Omar Delgado – Víctor Peláez, Jefferson Camacho, Miguel Pérez, Fausto Klinger – Carlos René Ron, Jorge Ernesto Tapia 51., Gonzalo Castañeda – Félix Lasso, Polo Carrera 70., Gustavo Tapia Reserve Vicente Cabezas 51., Ramiro Tobar 70. Cheftrainer: Roque Máspoli ( Uruguay) | Ever Hugo Almeida – Juan Carlos Espínola 46., Alcides Sosa, Flaminio Sosa, José Domingo Insfrán – Luis Torres, Gustavo Benítez 51., Hugo Enrique Kiesse – Francisco Rivera Miltos, Clemente Rolón, Carlos Báez Vargas Reserve Hugo Talavera 46., Cristóbal Maldonado 51. Cheftrainer: José María Rodríguez ( Uruguay) | Paraguay |
| Ecuador                                                             | 1:0 Castañeda (19.) 2:2 Lasso (68.) | 1:1 Kiesse (27.) 1:2 Kiesse (76.) | Paraguay |
| 24. Juli 1975 in Guayaquil (Estadio Modelo Alberto Spencer Herrera) | | |          |
| Zuschauer: 50.000                                                   | | |          |
| Schiedsrichter: Mario Fiorenza ( Venezuela)                         | | |          |

#### Ecuador – Kolumbien 1:3 (1:1)
| Ecuador                                              | Ecuador | Kolumbien | Kolumbien |
| ---------------------------------------------------- | --- | --- | --------- |
| Ecuador                                              | \| 27. Juli 1975 in Quito (Estadio Olímpico Atahualpa) \| \| Zuschauer: 45.000 \| \| Schiedsrichter: Miguel Angel Comesaña ( Argentinien) \| | \| 27. Juli 1975 in Quito (Estadio Olímpico Atahualpa) \| \| Zuschauer: 45.000 \| \| Schiedsrichter: Miguel Angel Comesaña ( Argentinien) \| | Kolumbien |
| Ecuador                                              | Carlos Omar Delgado – Víctor Peláez, Jefferson Camacho, Miguel Pérez, Fausto Klinger – Carlos René Ron, Jorge Ernesto Tapia 25., Gonzalo Castañeda – Félix Lasso, Polo Carrera, Gustavo Tapia 63. Reserve Vicente Cabezas 25., Ramiro Tobar 63. Cheftrainer: Roque Máspoli ( Uruguay) | Pedro Zape – José Zárate, Miguel Antonio Escobar, Arturo Segovia, Jesús María Rubio – Oswaldo Calero, Jairo Arboleda, Willington Ortiz – Nelson Silva Pacheco 52., Víctor Campaz 56., Ponciano Castro Reserve José Ernesto Díaz 52., Eduardo Retat 56. Cheftrainer: Efraín Sánchez ( Kolumbien) | Kolumbien |
| Ecuador                                              | 1:1 Castañeda (15.) | 0:1 Ortiz (15.) 1:2 Retat (75.) 1:3 Castro (83.) | Kolumbien |
| 27. Juli 1975 in Quito (Estadio Olímpico Atahualpa)  | | |           |
| Zuschauer: 45.000                                    | | |           |
| Schiedsrichter: Miguel Angel Comesaña ( Argentinien) | | |           |

#### Paraguay – Kolumbien 0:1 (0:1)
Das Spiel wurde nach der 43. Minute abgebrochen.
| Paraguay                                                 | Paraguay | Kolumbien | Kolumbien |
| -------------------------------------------------------- | --- | --- | --------- |
| Paraguay                                                 | \| 30. Juli 1975 in Asunción (Estadio Defensores del Chaco) \| \| Zuschauer: 50.000 \| \| Schiedsrichter: Arnaldo Cézar Coelho ( Brasilien) \| | \| 30. Juli 1975 in Asunción (Estadio Defensores del Chaco) \| \| Zuschauer: 50.000 \| \| Schiedsrichter: Arnaldo Cézar Coelho ( Brasilien) \|                                                                                      | Kolumbien |
| Paraguay                                                 | Ever Hugo Almeida – Juan Carlos Espínola, Alcides Sosa, Flaminio Sosa, José Domingo Insfrán – Luis Torres, Gustavo Benítez, Hugo Talavera – Cristóbal Maldonado 23., Hugo Enrique Kiesse, Carlos Báez Vargas Reserve Apolinar Paniagua 23. Cheftrainer: José María Rodríguez ( Uruguay) | Pedro Zape – Arturo Segovia, José Zárate, Miguel Antonio Escobar, Jesús María Rubio – Jairo Arboleda, Oswaldo Calero, Ponciano Castro – Willington Ortiz, Eduardo Retat, José Ernesto Díaz Cheftrainer: Efraín Sánchez ( Kolumbien) | Kolumbien |
| Paraguay                                                 | 0:1 Díaz (40.) | | Kolumbien |
| 30. Juli 1975 in Asunción (Estadio Defensores del Chaco) | | |           |
| Zuschauer: 50.000                                        | | |           |
| Schiedsrichter: Arnaldo Cézar Coelho ( Brasilien)        | | |           |

#### Kolumbien – Ecuador 2:0 (2:0)
| Kolumbien                                          | Kolumbien | Ecuador | Ecuador |
| -------------------------------------------------- | --- | --- | ------- |
| Kolumbien                                          | \| 7. August 1975 in Bogotá (Estadio Nemesio Camacho) \| \| Zuschauer: 40.000 \| \| Schiedsrichter: Carlos Robles ( Chile) \| | \| 7. August 1975 in Bogotá (Estadio Nemesio Camacho) \| \| Zuschauer: 40.000 \| \| Schiedsrichter: Carlos Robles ( Chile) \| | Ecuador |
| Kolumbien                                          | Pedro Zape – Arturo Segovia, José Zárate, Miguel Antonio Escobar, Óscar Emilio Bolaño – Jairo Arboleda, Oswaldo Calero, Willington Ortiz – Eduardo Retat 83., José Ernesto Díaz, Ponciano Castro 47. Reserve Henry Caicedo 47., Nelson Silva Pacheco 83. Cheftrainer: Efraín Sánchez ( Kolumbien) | Carlos Omar Delgado – Víctor Peláez, Jefferson Camacho, Fausto Carrera, Fausto Klinger – Jorge Ernesto Tapia, Vicente Cabezas, Ramiro Tobar – Polo Carrera, Gonzalo Castañeda, Félix Lasso 65. Reserve José Fabián Paz y Miño 65. Cheftrainer: Roque Máspoli ( Uruguay) | Ecuador |
| Kolumbien                                          | 1:0 Díaz (68.) 2:0 Calero (79.) | | Ecuador |
| Kolumbien                                          | Arboleda (53.) | Cabezas (53.) | Ecuador |
| 7. August 1975 in Bogotá (Estadio Nemesio Camacho) | | |         |
| Zuschauer: 40.000                                  | | |         |
| Schiedsrichter: Carlos Robles ( Chile)             | | |         |

#### Paraguay – Ecuador 3:1 (1:1)
| Paraguay                                                   | Paraguay | Ecuador | Ecuador |
| ---------------------------------------------------------- | --- | --- | ------- |
| Paraguay                                                   | \| 10. August 1975 in Asunción (Estadio Defensores del Chaco) \| \| Zuschauer: 10.000 \| \| Schiedsrichter: Armando Marques ( Brasilien) \| | \| 10. August 1975 in Asunción (Estadio Defensores del Chaco) \| \| Zuschauer: 10.000 \| \| Schiedsrichter: Armando Marques ( Brasilien) \| | Ecuador |
| Paraguay                                                   | José de La Cruz Benítez – José Domingo Insfrán, Francisco Riveros, Julián Florentín, Fermín Escobar – Gustavo Benítez, Luis Torres, Carlos Báez Vargas 60. – Apolinar Paniagua 65., Clemente Rolón, Hugo Enrique Kiesse Reserve Pedro Fleitas 60., Francisco Rivera Miltos 65. Cheftrainer: José María Rodríguez ( Uruguay) | Máximo Vera – Víctor Peláez, Jefferson Camacho, Fausto Carrera, Fausto Klinger – Gustavo Tapia 78., Ramiro Tobar, Polo Carrera – Gonzalo Castañeda 52., Félix Lasso, José Fabián Paz y Miño Reserve Wilmer Gómez 52., Washington Guevara 78. Cheftrainer: Roque Máspoli ( Uruguay) | Ecuador |
| Paraguay                                                   | 1:0 Rolón (18.) 2:1 Báez (47.) 3:1 Rolón (81.) | 1:1 Castañeda (22.) | Ecuador |
| 10. August 1975 in Asunción (Estadio Defensores del Chaco) | | |         |
| Zuschauer: 10.000                                          | | |         |
| Schiedsrichter: Armando Marques ( Brasilien)               | | |         |

## Finalrunde

### Halbfinale

#### Kolumbien – Uruguay 3:0 (0:0)
| Kolumbien                                              | Kolumbien | Uruguay | Uruguay |
| ------------------------------------------------------ | --- | --- | ------- |
| Kolumbien                                              | \| 21. September 1975 in Bogotá (Estadio Nemesio Camacho) \| \| Zuschauer: 55.000 \| \| Schiedsrichter: César Orozco ( Peru) \| | \| 21. September 1975 in Bogotá (Estadio Nemesio Camacho) \| \| Zuschauer: 55.000 \| \| Schiedsrichter: César Orozco ( Peru) \| | Uruguay |
| Kolumbien                                              | Pedro Zape – Arturo Segovia, José Zárate, Miguel Antonio Escobar, Óscar Emilio Bolaño – Diego Umaña, Eduardo Retat , Oswaldo Calero – Willington Ortiz, José Ernesto Díaz, Ponciano Castro 72. Reserve Hugo Lóndero , Edgar Angulo 72. Cheftrainer: Efraín Sánchez ( Kolumbien) | Walter Corbo – Alfredo De los Santos, Walter Olivera, Mario González, Nelson Acosta – Ricardo Santiago Mier, Richard Forlán 75., Lorenzo Unanue – Ramón Silva, Fernando Morena, Juan Carlos Ocampo 70. Reserve Juan Vicente Morales 70., José Lorenzo 75. Cheftrainer: Roque Máspoli ( Uruguay) | Uruguay |
| Kolumbien                                              | 1:0 Angulo (53.) 2:0 Ortiz (70.) 3:0 Díaz (90.) | | Uruguay |
| Kolumbien                                              | De los Santos (17.) | | Uruguay |
| 21. September 1975 in Bogotá (Estadio Nemesio Camacho) | | |         |
| Zuschauer: 55.000                                      | | |         |
| Schiedsrichter: César Orozco ( Peru)                   | | |         |

#### Brasilien – Peru 1:3 (0:1)
| Brasilien                                            | Brasilien | Peru | Peru |
| ---------------------------------------------------- | --- | --- | ---- |
| Brasilien                                            | \| 30. September 1975 in Belo Horizonte (Mineirão) \| \| Zuschauer: 25.000 \| \| Schiedsrichter: Miguel Angel Comesaña ( Argentinien) \| | \| 30. September 1975 in Belo Horizonte (Mineirão) \| \| Zuschauer: 25.000 \| \| Schiedsrichter: Miguel Angel Comesaña ( Argentinien) \| | Peru |
| Brasilien                                            | Raul Plassmann – Nelinho, Miguel Ferreira 85., Piazza, Getúlio – Vanderley Lázaro, Geraldo Assoviador, Roberto Batata – Palhinha, Roberto Dinamite 43., Romeu Evangelista Reserve Reinaldo 43., Zé Carlos 77. Cheftrainer: Osvaldo Brandão ( Brasilien) | Ottorino Sartor – Eleazar Soria 81., Julio Meléndez, Héctor Chumpitaz, Rubén Toribio Díaz – Santiago Ojeda, Alfredo Quesada, Teófilo Cubillas – Enrique Casaretto, Oswaldo Ramírez, Juan Carlos Oblitas Reserve José Navarro Aramburu 81. Cheftrainer: Marcos Calderón ( Peru) | Peru |
| Brasilien                                            | 1:1 Batata (54.) | 0:1 Casaretto (19.) 1:2 Cubillas (82.) 1:3 Casaretto (88.) | Peru |
| 30. September 1975 in Belo Horizonte (Mineirão)      | | |      |
| Zuschauer: 25.000                                    | | |      |
| Schiedsrichter: Miguel Angel Comesaña ( Argentinien) | | |      |

#### Uruguay – Kolumbien 1:0 (1:0)
Uruguays Spieler Morena verschoss in der 77. Minute einen Elfmeter. In der 80. Minute hielt Kolumbiens Torwart einen Elfmeter von Morena.
| Uruguay                                            | Uruguay | Kolumbien | Kolumbien |
| -------------------------------------------------- | --- | --- | --------- |
| Uruguay                                            | \| 1. Oktober 1975 in Montevideo (Estadio Centenario) \| \| Zuschauer: 70.000 \| \| Schiedsrichter: Rafael Hormazábal ( Chile) \| | \| 1. Oktober 1975 in Montevideo (Estadio Centenario) \| \| Zuschauer: 70.000 \| \| Schiedsrichter: Rafael Hormazábal ( Chile) \| | Kolumbien |
| Uruguay                                            | Walter Corbo – Carlos Peruena 86., Nils Roque Chagas, Mario González, Nelson Acosta – Ricardo Santiago Mier, Richard Forlán, Juan Ramón Carrasco – Fernando Morena, Ramón Silva, José Lorenzo 63. Reserve Hebert Revetria 63., Darío Pereyra 86. Cheftrainer: Roque Máspoli ( Uruguay) | Pedro Zape – Arturo Segovia, José Zárate , Miguel Antonio Escobar, Óscar Emilio Bolaño – Diego Umaña, Eduardo Retat, Oswaldo Calero – Willington Ortiz 73., José Ernesto Díaz, Ponciano Castro Reserve Luis Eduardo Soto , Henry Caicedo 73. Cheftrainer: Efraín Sánchez ( Kolumbien) | Kolumbien |
| Uruguay                                            | 1:0 Morena (17., Elfmeter) | | Kolumbien |
| Uruguay                                            | Morena (80.) | De los Santos (17.) | Kolumbien |
| 1. Oktober 1975 in Montevideo (Estadio Centenario) | | |           |
| Zuschauer: 70.000                                  | | |           |
| Schiedsrichter: Rafael Hormazábal ( Chile)         | | |           |

#### Peru – Brasilien 0:2 (0:1)
Nach Gleichstand an Siegen und Toren wurde über das Weiterkommen ins Finale per Los entschieden. Peru gewann die Ziehung.
| Peru                                             | Peru | Brasilien | Brasilien |
| ------------------------------------------------ | --- | --- | --------- |
| Peru                                             | \| 4. Oktober 1975 in Lima (Estadio Alianza Lima) \| \| Zuschauer: 55.000 \| \| Schiedsrichter: Arturo Ithurralde ( Argentinien) \| | \| 4. Oktober 1975 in Lima (Estadio Alianza Lima) \| \| Zuschauer: 55.000 \| \| Schiedsrichter: Arturo Ithurralde ( Argentinien) \| | Brasilien |
| Peru                                             | Ottorino Sartor – Eleazar Soria, Julio Meléndez, Héctor Chumpitaz, Rubén Toribio Díaz – Alfredo Quesada, Percy Rojas, Teófilo Cubillas – Oswaldo Ramírez 48., Enrique Casaretto, Juan Carlos Oblitas 72. Reserve Santiago Ojeda 48., Pedro Ruiz La Rosa 72. Cheftrainer: Marcos Calderón ( Peru) | Valdir Peres – Nelinho, Vantuir, Piazza, Getúlio – Vanderley Lázaro, Zé Carlos, Roberto Batata – Geraldo Assoviador 60., Campos 80., Romeu Evangelista Reserve Palhinha 60., Roberto Dinamite 80. Cheftrainer: Osvaldo Brandão ( Brasilien) | Brasilien |
| Peru                                             | 0:1 Meléndez (10., Eigentor) 0:2 Campos (61.) | | Brasilien |
| 4. Oktober 1975 in Lima (Estadio Alianza Lima)   | | |           |
| Zuschauer: 55.000                                | | |           |
| Schiedsrichter: Arturo Ithurralde ( Argentinien) | | |           |

### Finale

#### HinspielKolumbien – Peru 1:0 (1:0)
| Kolumbien                                            | Kolumbien | Peru | Peru |
| ---------------------------------------------------- | --- | --- | ---- |
| Kolumbien                                            | \| 16. Oktober 1975 in Bogotá (Estadio Nemesio Camacho) \| \| Zuschauer: 50.000 \| \| Schiedsrichter: Miguel Comesaña ( Argentinien) \| | \| 16. Oktober 1975 in Bogotá (Estadio Nemesio Camacho) \| \| Zuschauer: 50.000 \| \| Schiedsrichter: Miguel Comesaña ( Argentinien) \|                                                                                               | Peru |
| Kolumbien                                            | Pedro Zape – Arturo Segovia, José Zárate, Miguel Antonio Escobar, Óscar Emilio Bolaño – Diego Umaña, Oswaldo Calero, Eduardo Retat – Carlos Emilio Rendón 72., Hugo Lóndero, Ponciano Castro Reserve José Ernesto Díaz 72. Cheftrainer: Efraín Sánchez ( Kolumbien) | Ottorino Sartor – Eleazar Soria, Julio Meléndez, Héctor Chumpitaz, Rubén Toribio Díaz – Alfredo Quesada, Santiago Ojeda, Percy Rojas – Gerónimo Barbadillo, Oswaldo Ramírez, Juan Carlos Oblitas Cheftrainer: Marcos Calderón ( Peru) | Peru |
| Kolumbien                                            | 1:0 Castro (38.) | | Peru |
| 16. Oktober 1975 in Bogotá (Estadio Nemesio Camacho) | | |      |
| Zuschauer: 50.000                                    | | |      |
| Schiedsrichter: Miguel Comesaña ( Argentinien)       | | |      |

#### RückspielPeru – Kolumbien 2:0 (2:0)
| Peru                                        | Peru | Kolumbien | Kolumbien |
| ------------------------------------------- | --- | --- | --------- |
| Peru                                        | \| 22. Oktober 1975 in Estadio Nacional (Lima) \| \| Zuschauer: 50.000 \| \| Schiedsrichter: Juan Silvagno ( Chile) \| | \| 22. Oktober 1975 in Estadio Nacional (Lima) \| \| Zuschauer: 50.000 \| \| Schiedsrichter: Juan Silvagno ( Chile) \| | Kolumbien |
| Peru                                        | Ottorino Sartor – Eleazar Soria, Julio Meléndez, Héctor Chumpitaz, Rubén Toribio Díaz – Alfredo Quesada, Santiago Ojeda, Percy Rojas – Gerónimo Barbadillo 54., Oswaldo Ramírez, Juan Carlos Oblitas Reserve Pedro Ruiz La Rosa 54. Cheftrainer: Marcos Calderón ( Peru) | Pedro Zape – Arturo Segovia, José Zárate, Miguel Antonio Escobar, Óscar Emilio Bolaño – Diego Umaña, Oswaldo Calero, Eduardo Retat – Jairo Arboleda, Hugo Lóndero, Ponciano Castro Cheftrainer: Efraín Sánchez ( Kolumbien) | Kolumbien |
| Peru                                        | 1:0 Oblitas (18.) 2:0 Ramírez (44.) | | Kolumbien |
| 22. Oktober 1975 in Estadio Nacional (Lima) | | |           |
| Zuschauer: 50.000                           | | |           |
| Schiedsrichter: Juan Silvagno ( Chile)      | | |           |

#### EntscheidungsspielPeru – Kolumbien 1:0 (1:0)
| Peru                                           | Peru | Kolumbien | Kolumbien |
| ---------------------------------------------- | --- | --- | --------- |
| Peru                                           | \| 28. Oktober 1975 in Estadio Olímpico (Caracas) \| \| Zuschauer: 30.000 \| \| Schiedsrichter: Ramón Barreto ( Uruguay) \| | \| 28. Oktober 1975 in Estadio Olímpico (Caracas) \| \| Zuschauer: 30.000 \| \| Schiedsrichter: Ramón Barreto ( Uruguay) \| | Kolumbien |
| Peru                                           | Ottorino Sartor – Eleazar Soria, Julio Meléndez, Héctor Chumpitaz, Rubén Toribio Díaz – Alfredo Quesada, Santiago Ojeda, Percy Rojas – Teófilo Cubillas, Hugo Sotil, Juan Carlos Oblitas Reserve Oswaldo Ramírez Cheftrainer: Marcos Calderón ( Peru) | Pedro Zape – Arturo Segovia, José Zárate, Miguel Antonio Escobar, Óscar Emilio Bolaño – Diego Umaña 55., Oswaldo Calero, Willington Ortiz – Jairo Arboleda, José Ernesto Díaz 85., Víctor Campaz Reserve Eduardo Retat 55., Ponciano Castro 85. Cheftrainer: Efraín Sánchez ( Kolumbien) | Kolumbien |
| Peru                                           | 1:0 Sotil (25.) | | Kolumbien |
| 28. Oktober 1975 in Estadio Olímpico (Caracas) | | |           |
| Zuschauer: 30.000                              | | |           |
| Schiedsrichter: Ramón Barreto ( Uruguay)       | | |           |